# Crossocalyx hellerianus
Crossocalyx hellerianus là một loài rêu trong họ Anastrophyllaceae. Loài này được Nees ex Lindenb. Meyl. mô tả khoa học đầu tiên năm 1939.